# Dyje

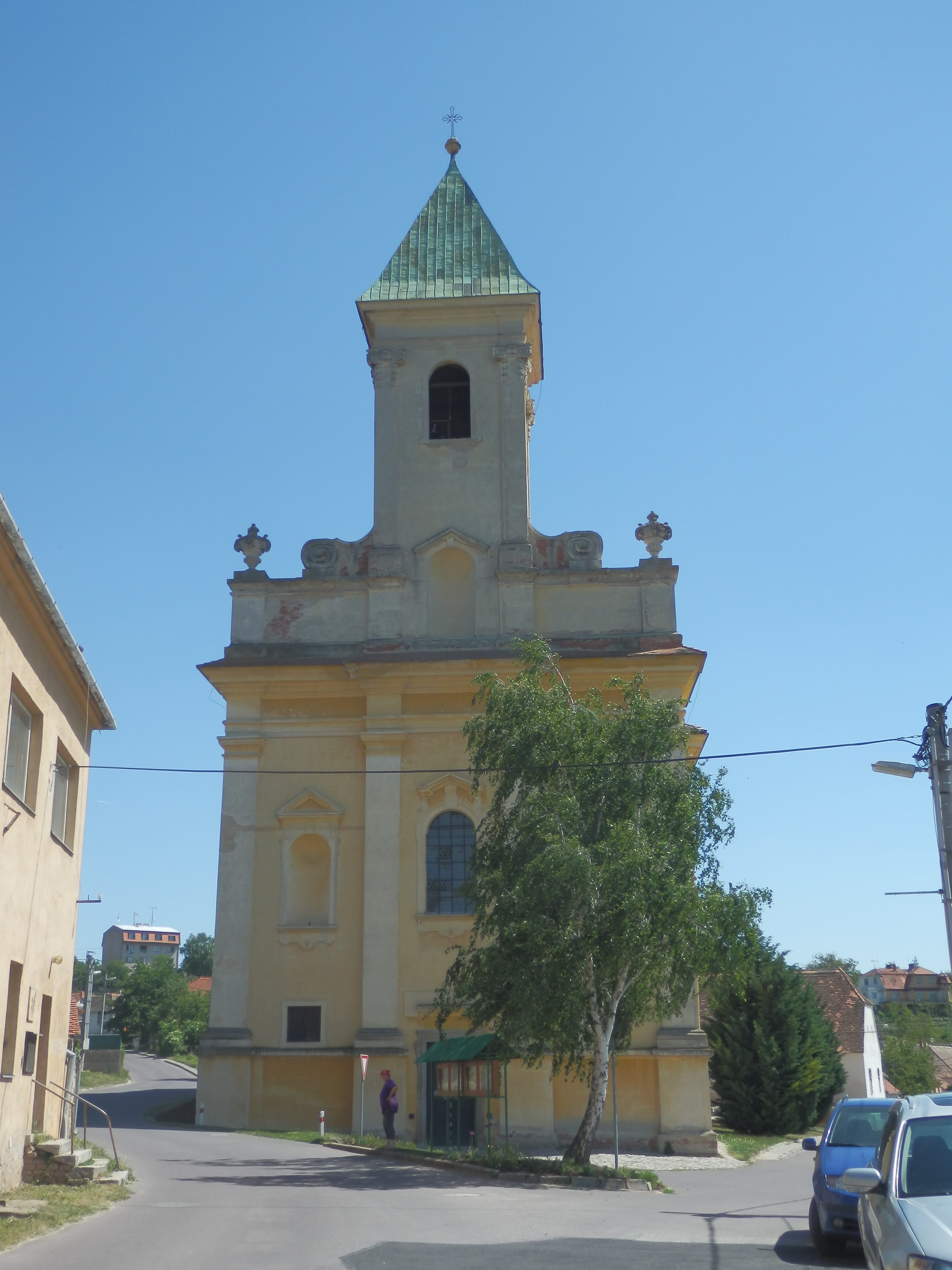
Nepomukkirche

Dyje, bis 1949 Milfron, (deutsch Mühlfraun) ist eine Gemeinde im Okres Znojmo in Tschechien. Der Ort wurde im 13. Jahrhundert als ein Platzdorf angelegt.

## Geographie
Die Nachbarortschaften sind im Südosten Tasovice (Taßwitz) und im Westen Dobsice (Klein Teßwitz).

## Geschichte
Der Ort wurde im Jahre 1283 erstmals urkundlich erwähnt. In dieser Urkunde erwarb das Kloster Bruck den Ort samt Spital. Im Laufe der Jahrhunderte änderte sich die Schreibweise des Dorfes mehrmals. So schrieb man 1283 „Mulwren“, 1595 „Milfraiv“, 1610 „Millfran“, 1672 „Müllfran“ und 1718 „Mihlfraun“. Durch den Dreißigjährigen Krieg wird der Ort und die Kirche schwer in Mitleidenschaft gezogen. Im Jahre 1784 wurde das Kloster Bruck von Kaiser Josef II. aufgelöst und die Herrschaften Mühlfraun und Hödnitz vereinigt. Bis zur Aufhebung der Grundherrschaften im Jahre 1848 wechselten die Besitzer von Mühlfraun mehrmals. Die Matriken wurden seit 1785 im Ort geführt, davor ab 1580 bei Znaim-Klosterbruck.
Ein Brand verwüstete im Jahre 1807 einen großen Teil des Dorfes. Während des Fünften Koalitionskrieges plünderten französische Truppen den Ort im Jahre 1809, nach der Schlacht von Znaim. Die erste Schule in Mühlfraun wurde ein Jahr später gebaut. Davor hatte die Schule mehrmals ihren Standort wechseln müssen. Im Deutsch-Österreichischen Krieg besetzten preußische Truppen Mühlfraun. Aus Angst vor Plünderungen floh ein Teil der Bewohner, doch die Soldaten verhielten sich korrekt und bezahlten alles.
Aufgrund des Eisenbahnausbaus bekam der Ort im Jahre 1870 einen Anschluss an das Eisenbahnnetz.
Nach dem Ersten Weltkrieg und dem Friedensvertrag von Saint Germain, 1919, wurde der Ort, dessen Bewohner im Jahre 1910 fast ausschließlich der deutschen Sprachgruppe angehörten, Bestandteil der neuen Tschechoslowakischen Republik. Durch Siedler und neu besetzte Beamtenposten kam es zu einem vermehrten Zuzug von Personen tschechischer Identität. Durch die tschechische Bodenreform im Jahre 1924 erhielten tschechische Siedler den größten Teil der Güter. Im Jahr 1925 gründete sich eine Freiwillige Feuerwehr. Beim Bau der tschechischen Minderheitenschule im Jahre 1927 entdeckten die Bauarbeiter eine langobardische Grabstätte mit Beigaben aus dem 6. Jahrhundert. Der Ort erhielt 1931 Elektrizität. Nach dem Münchner Abkommen, 1938, kam der Ort zum Deutschen Reich und wurde ein Teil des Reichsgau Niederdonau. Im Jahre 1942 zerstörte ein Erdrutsch zehn Häuser des Ortes. Im gleichen Jahr wurde eine große Holzbrücke über die Thaya gebaut, die den bisherigen kleinen Steg über den Fluss bei Mühlfraun ersetzte.
Nach dem Ende des Zweiten Weltkrieges, der 36 Opfer unter den Mühlfraunern forderte, kam die Gemeinde wieder zur Tschechoslowakei zurück. Laut dem Beneš-Dekret 108 vom 25. Oktober 1945 wurde das Vermögen der deutschen Einwohner konfisziert und unter staatliche Verwaltung gestellt. Vier Tage nach der Potsdamer Erklärung wurden die deutschen Bewohner von Mühlfraun am 8. August 1945 nach Österreich vertrieben. Nur 32 ältere Personen blieben zurück, die im März 1946 auch noch nach Deutschland ausgewiesen wurden. Die in Österreich befindlichen Ortsbewohner wurden bis auf circa 25 Prozent, in Übereinstimmung mit den ursprünglichen Überführungs-Zielen der Potsdamer Erklärung, nach Deutschland weiter transferiert. Zwei Mühlfrauner wanderten nach Dänemark aus. Nach dem Krieg ist Mühlfraun verwaltungsmäßig ein Bestandteil der Stadt Znaim geworden.

## Wappen und Siegel
Das älteste Siegel des Dorfes stammt aus dem Jahre 1610. Es zeigt eine Umschrift und ein ungleichmäßig geviertes Siegelrund. Im linken oberen Viertel ist ein Kreuz, im rechten oberen Viertel ein rechts schauender Adler, im linken unteren Viertel eine Kirche und im rechten unteren Viertel eine Initiale „W“ unter einem liegenden Rost.
Spätere Siegel aus dem 19. und 20. Jahrhundert waren nur bildlose Siegelstempel.

## Bevölkerungsentwicklung
| Volkszählung | Einwohner gesamt | Volkszugehörigkeit der Einwohner | Volkszugehörigkeit der Einwohner | Volkszugehörigkeit der Einwohner |
| Jahr         | Einwohner gesamt | Deutsche                         | Tschechen                        | Andere                           |
| ------------ | ---------------- | -------------------------------- | -------------------------------- | -------------------------------- |
| 1880         | 464              | 417                              | 47                               | 0                                |
| 1890         | 454              | 450                              | 0                                | 4                                |
| 1900         | 455              | 440                              | 15                               | 0                                |
| 1910         | 461              | 456                              | 1                                | 4                                |
| 1921         | 489              | 437                              | 45                               | 7                                |
| 1930         | 519              | 435                              | 72                               | 12                               |

## Sehenswürdigkeiten (Auswahl)
- Pfarrkirche zu Ehren des gegeißelten Heilands (1769/75) statt der abgerissenen Kirche des hl. Laurentius, Fresken von Franz Anton Maulbertsch, die Statue des Hochaltares, der gegeißelte Heiland ist aus Holz[10] gearbeitet, der Eggenburger Steinmetzmeister und Bildhauer Johann Caspar Högl verfertigte die Steinmetzarbeiten.[11] Es gibt 4 Seitenaltäre: Tod des hl. Josef von Josef Winterhalter, hl. Johannes von Nepomuk, Antonius von Padua von Franz Anton Maulbertsch, hl. Norbert von Felix Leicher. Die Wandfresken von Maria Magdalena und vom hl. Petrus sind von Franz Anton Maulbertsch.
- Statue des Hl. Johannes von Nepomuk
- Marterl zur hl. Dreifaltigkeit
- Kriegerdenkmal (1926)
- Schloss/Herrschaftshaus (1768–75), Sommerresidenz der Brucker Ordenspriester und Spital[12]

## Söhne und Töchter des Ortes
Ernest Hollmann: (1884–1945) Schriftsteller

## Brauchtum
Ab 1807 gingen die Mühlfrauner in jeden Mai nach Turas bei Brünn auf Wallfahrt.
Der Kirtag fand immer am 6. September statt.

## Sagen aus dem Ort
Unter den deutschen Ortsbewohnern gab es eine Vielzahl von Mythen:

So gibt es die Sage, dass der Ortsname durch eine einzeln stehende Mühle entstand und damit wurde aus dem Begriff „Müh’ voran“ der Name „Mühlfraun“. Eine andere Sage sprach davon, dass in der alleinstehenden Mühle drei Frauen lebten und sich mit der Zeit um die Mühle eine Siedlung bildete. So wurde aus den Mühlfrauen der Ortsname „Mühlfraun“.